# Glauconycteris beatrix
Glauconycteris beatrix (Thomas, 1901) è un Pipistrello della famiglia dei Vespertilionidi diffuso nell'Africa centrale e occidentale.

## Descrizione

### Dimensioni
Pipistrello di piccole dimensioni, con la lunghezza totale tra 71 e 101 mm, la lunghezza dell'avambraccio tra 35 e 42 mm, la lunghezza della coda tra 35 e 51 mm, la lunghezza del piede tra 6,8 e 7,5 mm, la lunghezza delle orecchie tra 7 e 12 mm e un peso fino a 9 g.

### Aspetto
La pelliccia è lunga e densa. Le parti dorsali variano dal marrone scuro al bruno-rossastro, in alcuni esemplari con dei ciuffi bianchi su ogni spalla, mentre le parti ventrali sono marroni scure. Il muso è corto, largo e piatto. Le orecchie sono corte, arrotondate, con un lobo arrotondato alla base del bordo anteriore e con l'antitrago che si estende attraverso un altro lobo carnoso ben sviluppato sul labbro inferiore all'angolo posteriore del muso. Il trago è corto, con il margine anteriore diritto, quello posteriore convesso e con un piccolo lobo triangolare alla base. Le membrane alari sono marroni scure, prive di venature e attaccate posteriormente alla base delle dita dei piedi. La coda è lunga ed inclusa completamente nell'ampio uropatagio. Il calcar è privo di carenatura. La tibia è molto lunga.

## Biologia

### Alimentazione
Si nutre di insetti.

## Distribuzione e habitat
Questa specie è diffusa in Costa d'Avorio, Ghana, Nigeria sud-orientale, Rio Muni, Bioko, Camerun sud-occidentale, Repubblica Centrafricana sud-occidentale, Gabon meridionale, Repubblica del Congo, Repubblica Democratica del Congo centro-orientale e Angola settentrionale.
Vive nelle foreste pluviali di pianura, nelle foreste secondarie, piantagioni di cacao e nelle foreste di palude.

## Conservazione
La IUCN Red List, considerato il vasto areale e la popolazione presumibilmente numerosa specialmente nell'Africa centrale, classifica G.beatrix come specie a rischio minimo (Least Concern).